# Henri Rochefort
Pour les articles homonymes, voir Rochefort et Henri Rochefort (médecin).
Victor Henri de Rochefort-Luçay, dit Henri Rochefort, né le 30 janvier 1831 à Paris et mort le 30 juin 1913 à Aix-les-Bains, est un journaliste, écrivain, pamphlétaire, polémiste, auteur de théâtre et homme politique français surnommé « l'homme aux vingt duels et trente procès ».
Grand polémiste dans les pages de ses journaux (La Lanterne, La Marseillaise, La Petite Marseillaise, Le Mot d'Ordre, L'Intransigeant), il défend au cours de sa vie des positions politiques très variées : anticlérical et républicain sous le Second Empire, favorable à la Commune de Paris à la suite de laquelle il sera déporté au bagne de Nouméa (Nouvelle-Calédonie), boulangiste, "socialiste-nationaliste", et figure antidreyfusarde sous la Troisième République avec Paul Déroulède et Édouard Drumont.

## Biographie

### Famille
Victor Henri de Rochefort-Luçay est fils de Claude Louis Marie de Rochefort-Luçay, dit Edmond Rochefort, écrivain, lui-même issu d'une branche fixée en Berry (à Luçay) au XVIe siècle d'une famille noble de Franche-Comté dont la filiation remonte à Perrenat de Rochefort, trouvé en 1270. Cette branche dite « marquis et comtes de Rochefort » aurait dérogé.
Il se maria trois fois et épousa à Versailles le 6 novembre 1872 Marie Anastasie Renault (1834-1873), dont il eut trois enfants naturels légitimés par mariage subséquent : Noémie (1856), mariée au peintre et sculpteur suisse Frédéric Dufaux, Henri Maximilien (1859), qui se suicida à l'âge de 29 ans, le 28 avril 1889 à Bône, et Octave (1861-1950) élève de l'École centrale qui devint professeur de physique chimie à l'université de Córdoba (Argentine) et décéda à Buenos Aires,.
Le 22 septembre 1897, il épouse Marguerite Vervoort, petite-fille de sa tante maternelle Marie-Anne Maurel et sœur d'André Vervoort.
Grand ami de Victor Hugo, à qui l'auteur des Misérables demandera d'être le parrain de son petit-fils Georges (qu'Hugo élèvera).

### Journaliste

#### Débuts

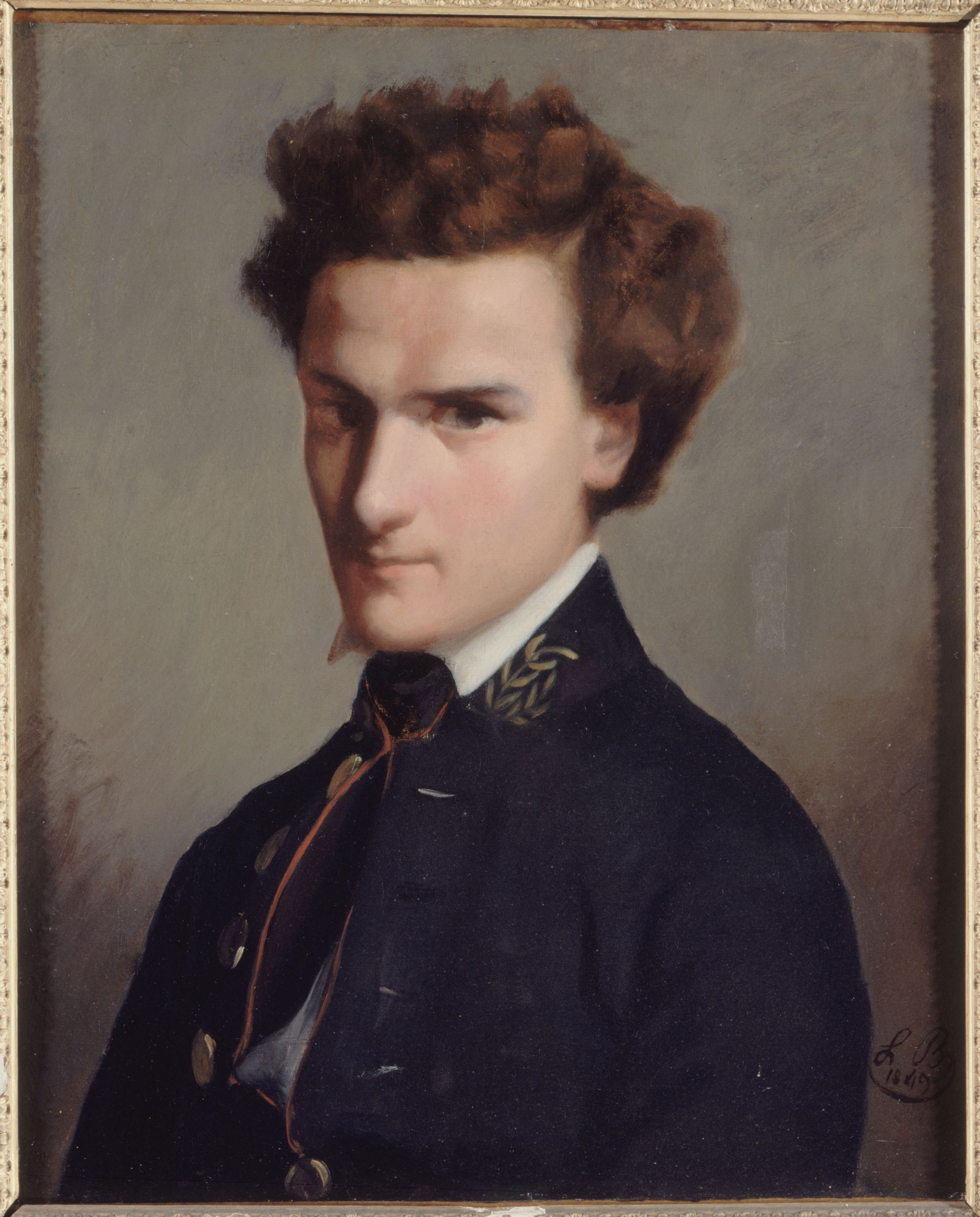
Portrait de Henri Rochefort en costume de collégien, anonyme (1849). Musée Carnavalet, Paris.

Titulaire en 1849 du baccalauréat, il est un admirateur de Victor Hugo et renonce vite aux études médicales auxquelles le destinait son père, le prétendu « comte » de Rochefort-Luçay, auteur dramatique lui-même, connu sous le nom d'Armand de Rochefort. Il commence une carrière d'employé à l'hôtel de ville de Paris qui lui laisse le temps d'aiguiser sa plume. Il se tourne rapidement vers le journalisme en fondant avec Jules Vallès la Chronique parisienne, qui ne dure que quelques numéros. Il entre en 1856 au Charivari, chargé de la rubrique théâtre. Malgré une promotion en 1860, il démissionne de la ville de Paris dès que ses revenus littéraires le lui permettent.
Son œuvre théâtrale, une vingtaine de vaudevilles, connaît quelques succès sans marquer la postérité. Prenant pied peu à peu à la rédaction politique du Charivari, sa carrière de journaliste, en revanche, progresse régulièrement. Il contribue également au Nain jaune en 1863.
C'est en entrant au Figaro qu'il oublie sa particule. À l'époque, la presse est sévèrement contrôlée, le Figaro n'a pas encore payé le cautionnement qui autorise à aborder les sujets politiques. Henri Rochefort se limite donc à la vie littéraire. Il s'en approche pourtant en ne ménageant pas les pièces du duc Charles de Morny ou en déclarant son admiration pour l'exilé Hugo. Il quitte Le Figaro pour rejoindre Le Soleil avant de réintégrer Le Figaro avec un salaire quadruplé. Le ton d'Henri Rochefort n'est pas toléré bien longtemps par l'Empire, et il doit quitter le journal.
Durant sa détention au fort de l'Île-d'Yeu, Henri Rochefort approuve la création d'un conseil de famille dirigé par son beau-frère Jean Marie Gorges, mari de sa sœur Caroline et ensuite par son secrétaire Jean-Marie Destrem.

#### La Lanterne

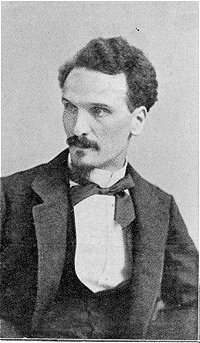
Henri Rochefort à l'époque de La Lanterne.

La loi sur la presse devenant plus libérale, il décide de fonder son propre journal : La Lanterne, en mai 1868. Imprimé à 15 000 exemplaires, il faut lancer des tirages supplémentaires pour atteindre les 100 000 exemplaires vendus. L'éditorial du premier numéro restera célèbre : « La France contient, dit l'Almanach impérial, trente-six millions de sujets, sans compter les sujets de mécontentement ». L'indifférence affichée par le pouvoir ne résiste pas longtemps au succès du journal car Rochefort ne connaît aucune mesure ; il va jusqu'à écrire : « La statue équestre de Napoléon III, représenté en César (rions-en pendant que nous y sommes) dont j'ai parlé dans mon dernier numéro, est l'œuvre de M. Barye. On sait que M. Barye est le plus célèbre de nos sculpteurs d'animaux ». Après une interdiction à la vente publique, il est attaqué en justice et sévèrement condamné (amendes et prison). Rochefort rejoint alors à Bruxelles l'autre ennemi de « Napoléon-le-Petit » : Victor Hugo, qui l'héberge pendant plusieurs mois.
En France, on continue de se délecter de La Lanterne, vendue clandestinement. Protégé par son exil, Rochefort adopte un ton encore plus acerbe dans ses critiques de l’Empire. L'ennemi juré des bonapartistes est sollicité par les électeurs parisiens lors des élections législatives de 1869, mais il est battu par Jules Favre (auquel se rallient les bonapartistes). En novembre, il est élu député de la Seine, lors d'une élection partielle pour le siège laissé vacant par Léon Gambetta.

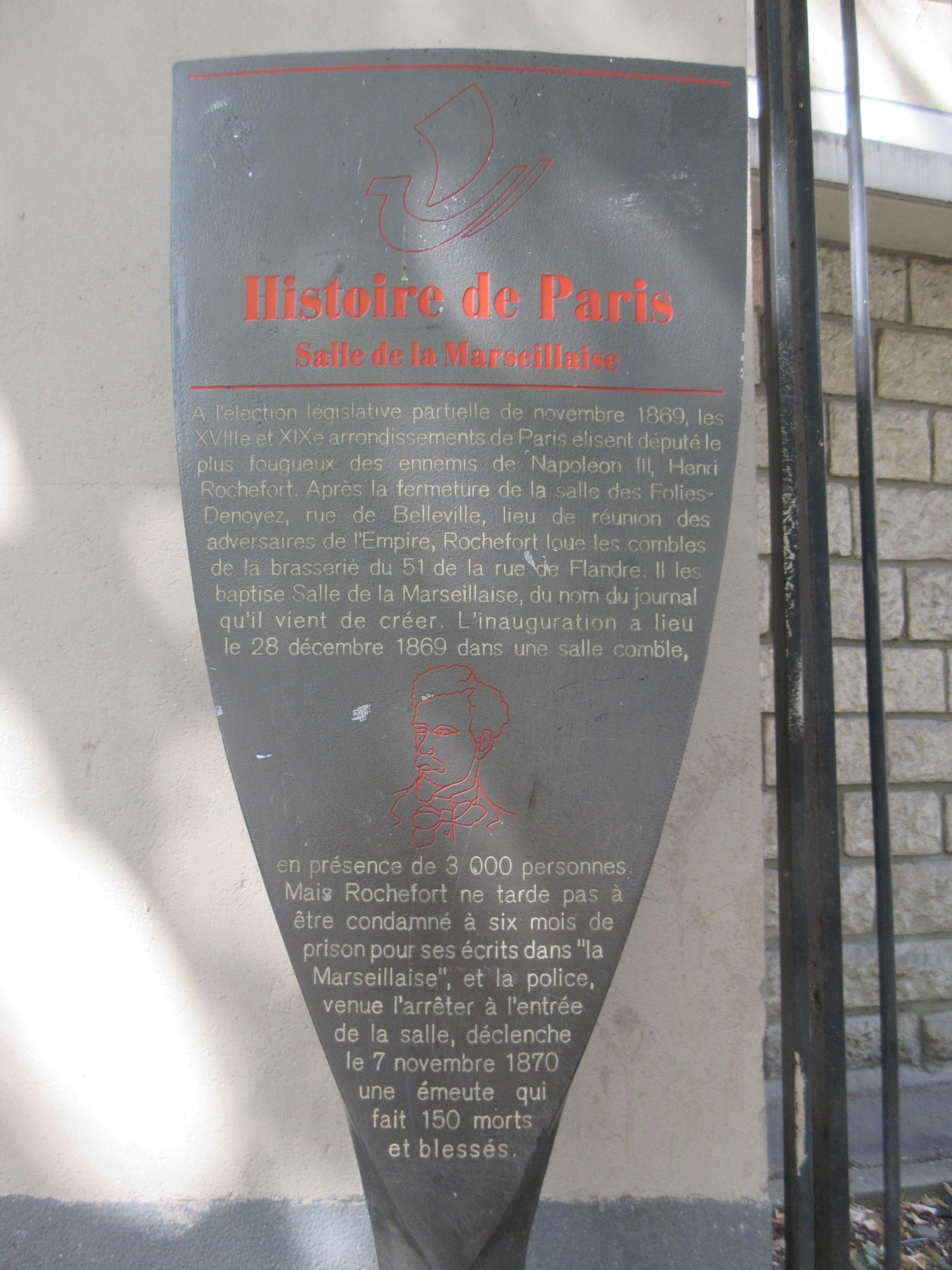
Panneau Histoire de Paris « Salle de la Marseillaise ».

#### La Marseillaise

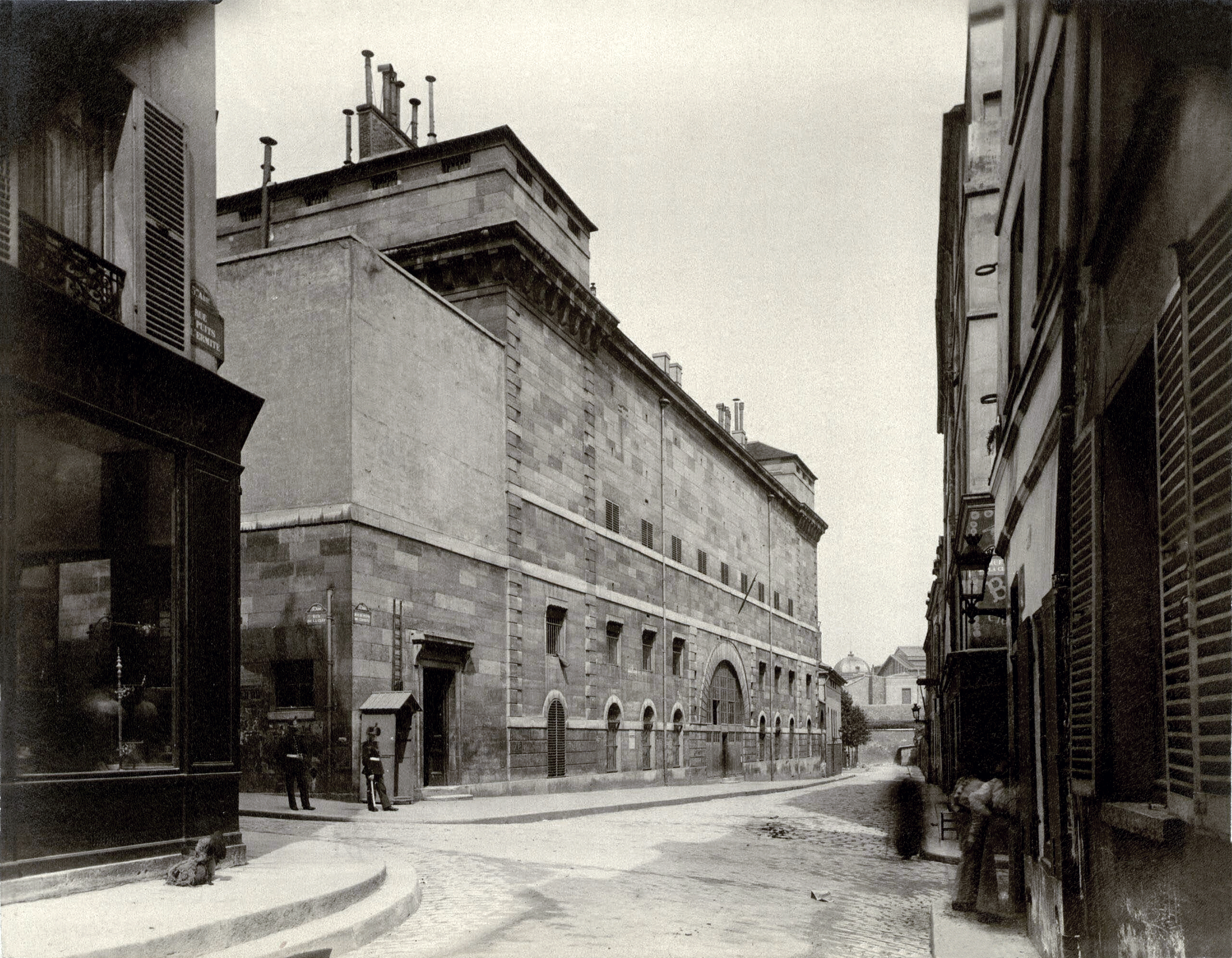
Façade de la prison Sainte-Pélagie, rue du Puis-de-l'Ermite à Paris, par Eugène Atget (1898). Rochefort y sera emprisonné deux fois au cours de sa carrière de polémiste.

Le 19 décembre 1869 sort le premier numéro de son nouveau journal, La Marseillaise, co-créé avec Lissagaray. Le quotidien accueille les collaborations de Eugène Varlin, Jules Vallès, Paschal Grousset et de Victor Noir. Celui-ci est assassiné le 10 janvier 1870 par Pierre Bonaparte. Les obsèques ont lieu le 12 janvier, suivies par 100 à 200 000 personnes en colère. Pour Émile Ollivier, chef du gouvernement d'alors, Rochefort rate à ce moment une occasion de renverser l'Empire.
Le gouvernement étant parvenu à lever l'immunité parlementaire du député de la Seine, il est arrêté le 7 février 1870 à une réunion (cette arrestation fit l'objet d'un photomontage). Il est condamné à six mois de prison et incarcéré à la prison Sainte-Pélagie, où il est plutôt bien traité et peut continuer à écrire pour La Marseillaise et discuter avec ses camarades détenus, Paschal Grousset et Olivier Pain. C'est du fond de sa cellule qu'il apprend la déclaration de guerre à la Prusse. Par patriotisme et par prudence, espérant une libération prochaine, il suspend La Marseillaise. On préfère pourtant le maintenir en prison.

#### Le journal du peuple

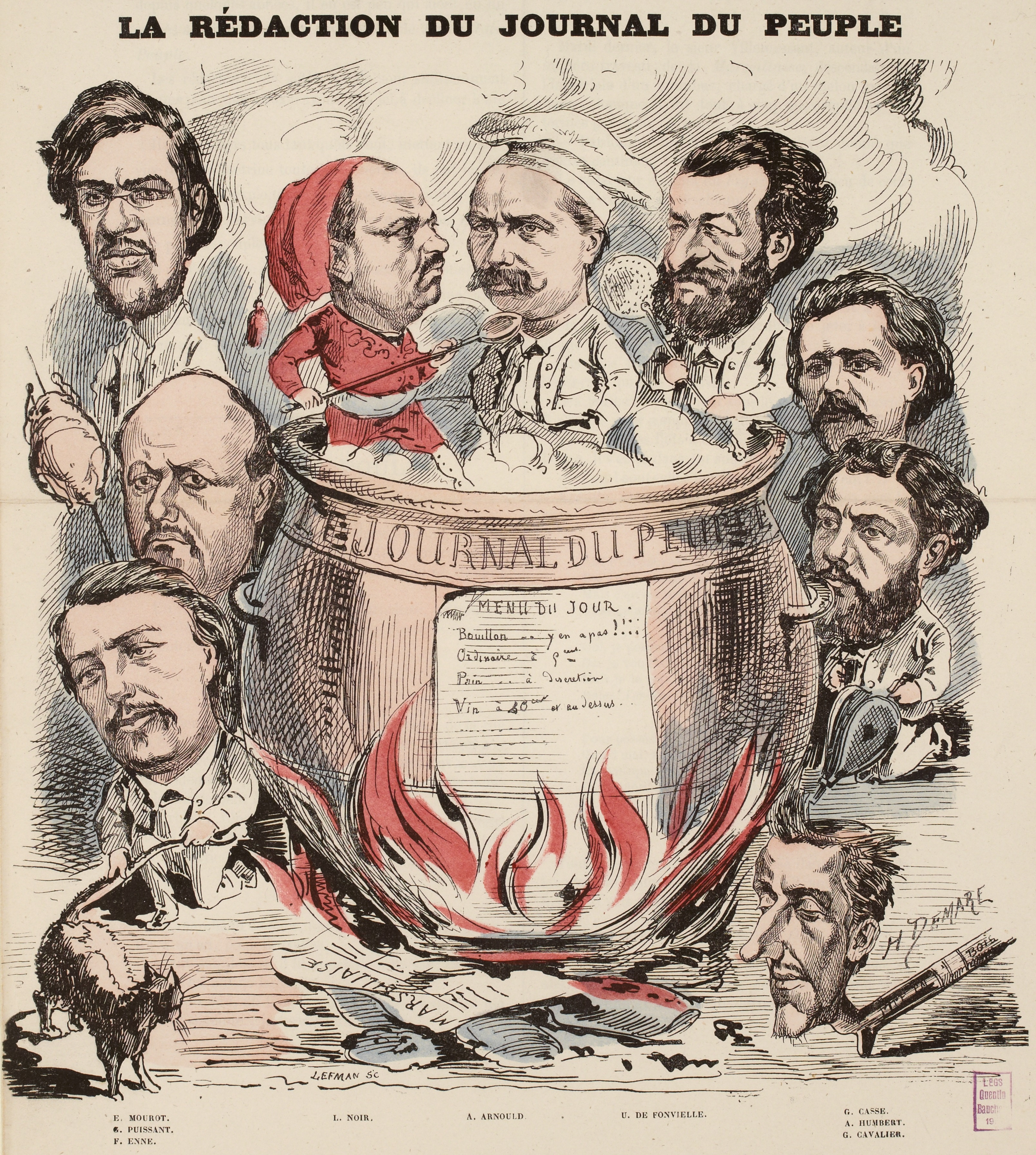
Rédaction du Journal du peuple par Henri Demare

Henri Rochefort cofonde Le Journal du peuple, un quotidien anarchiste français en 1870 avec Arthur Arnould, Louis Noir ,Ulric de Fonvielle et ses habituels collaborateurs, Le Journal du peuple paraît durant deux mois (1er juillet 1870-6 septembre 1870). Il est suspendu dans les jours qui précèdent la chute de l'Empire.

### Militant républicain

#### République

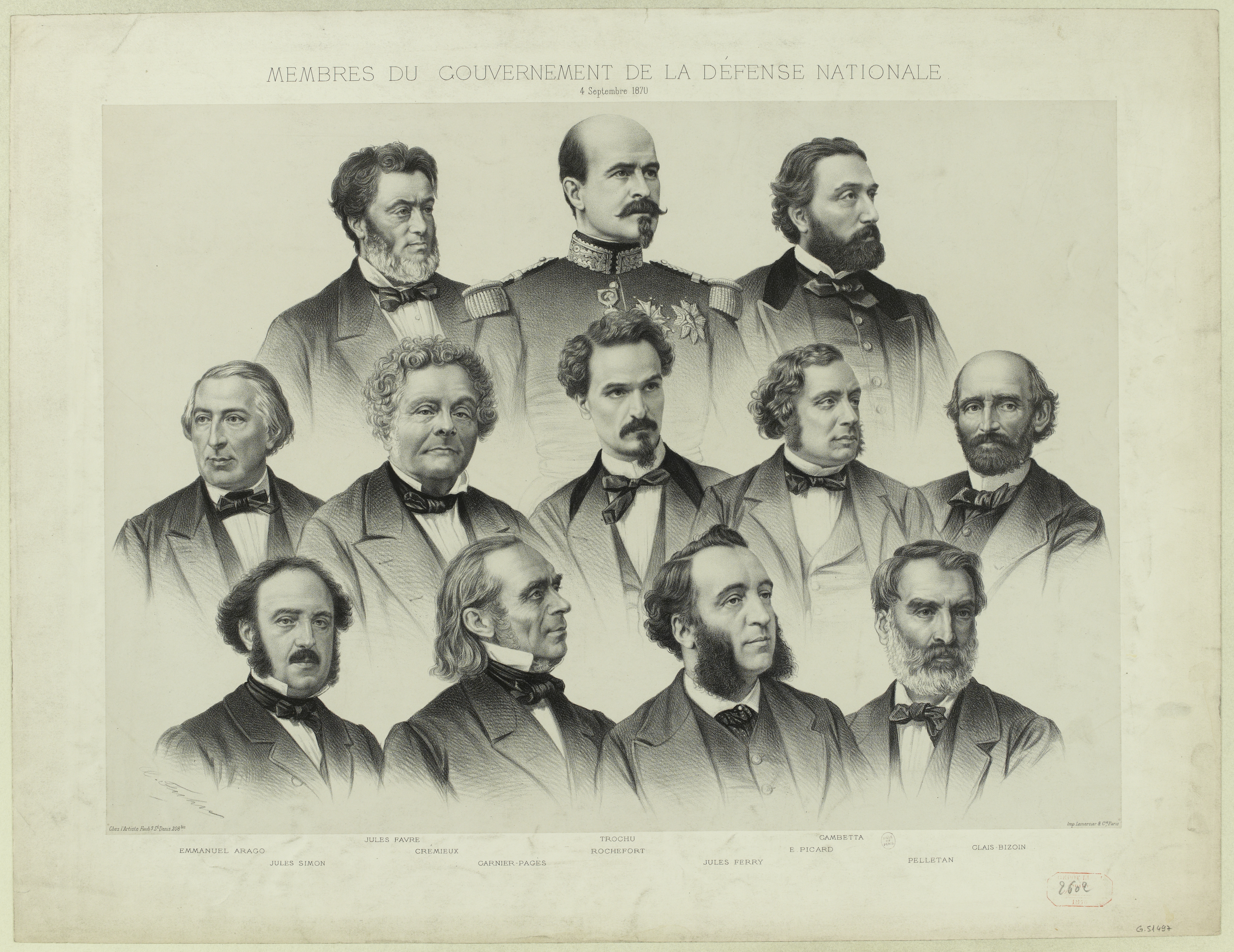
Henri Rochefort et les autres membres du Gouvernement de la Défense nationale.

Napoléon III s'est rendu, la République est proclamée le 4 septembre 1870, Rochefort est libéré le même jour et porté en triomphe auprès du gouvernement provisoire qui siège à l'hôtel de ville. Le gouvernement de la Défense nationale est composé exclusivement des députés de Paris ou de députés ayant été élus à Paris mais ayant opté pour un autre département (Gambetta, Jules Simon). C'est donc de droit qu'Henri Rochefort est membre du Gouvernement de la Défense nationale. Seuls les généraux Louis Jules Trochu et Adolphe Le Flô ne sont pas des élus, mais considérés par les républicains modérés comme des anti-bonapartistes. En fait, les électeurs de Rochefort sont heureux de le voir au Gouvernement, car il est la caution de l'extrême gauche contre qui s'est faite cette révolution du 4 septembre. À la suite de l'émeute du 31 octobre, de nouveau confronté à une situation critique, il démissionne prudemment et se dégage de la vie politique jusqu'en janvier 1871, préférant se contenter de fréquenter des amis comme l'éditeur Hetzel ou Edmond Adam et sa femme Juliette Adam. L'armistice du 28 janvier, qu'il rejette, et l'annonce d'élections au début de février lui font reprendre la plume en créant Le Mot d'ordre. Dès le 5 février, il est solidement élu de même que ceux qu'il soutient[Qui ?].

#### Commune de Paris
Il doit rejoindre l'Assemblée à Bordeaux. Celle-ci est favorable à l'armistice avec les Prussiens qui assiègent Paris. Il en démissionne donc rapidement. Il rentre trop tard à Paris pour assister aux débuts de la Commune. Son attitude alors devient plus complexe. Il reste à Paris sans être un acteur de l'insurrection. Sans croire à la victoire, il refuse la défaite. Sans condamner la Commune, il la soutient de moins en moins, et se fait de plus en plus critique. Dans le Mot d'ordre, les critiques sur Adolphe Thiers et des Versaillais sont vives, mais les Communards, notamment ses anciens amis comme Paschal Grousset, ne sont pas épargnés.

##### Prison
En mai 1871, Rochefort réussit à échapper aux Communards mais il est arrêté à Meaux et livré aux Versaillais. Le procès a lieu en septembre ; Rochefort est condamné à la déportation en enceinte fortifiée. Ses amis, dont Victor Hugo, tentent d'amoindrir sa peine auprès de Thiers. D'abord interné à la prison Saint-Pierre à Versailles, il est envoyé au fort Boyard où il retrouve Grousset.
Les premières déportations ont lieu en mai, puis, en juin, Rochefort voit partir ses camarades Grousset, Pain et Jourde. Il est transféré le 21 septembre sur le fort Boyard, où il reste enfermé 272 jours avec de nombreux autres insurgés, puis il est déplacé vers la citadelle du Château d'Oléron, où il rencontre Henri Messager, et découvre le sort d'un groupe d'insurgés algériens arrêtés en 1871 lors de la révolte des Mokrani, qui deviennent bientôt les kabyles du Pacifique. Toujours grâce à l'entremise de ses influents amis francs-maçons de l'extérieur, Rochefort est transféré à Saint-Martin-de-Ré où il peut écrire un roman. Il est même autorisé à épouser la mère de ses enfants gravement malade. En janvier 1873, Rochefort voit partir Achille Ballière.

##### Déportation à Nouméa
La démission de Thiers retire à Rochefort toute protection. Malgré l'insistance de Victor Hugo qui écrit au nouveau président du Conseil, son confrère académicien, le duc Albert de Broglie, la déportation en Nouvelle-Calédonie est devenue inévitable. Le 8 août, Rochefort est embarqué à bord de La Virginie, dans le même convoi qu’Henri Messager et Louise Michel, avec qui il échange des poésies. Souffrant du mal de mer durant tout le voyage, Rochefort est bien traité par le capitaine Launay et le médecin du bord Perlié qui veille avec un soin particulier à l'état sanitaire des déportés.
Arrivé le 8 décembre 1873 à Nouméa, Rochefort, comme tous les déportés en enceinte fortifiée, est débarqué à la presqu'île Ducos. Il s'installe volontairement à l'écart dans la case de Paschal Grousset et Olivier Pain afin de préparer avec ses trois compagnons une évasion dont les grandes lignes avaient été arrêtées à Paris avec des amis du journaliste, francs-maçons comme lui . C'est grâce à l'appui logistique des francs-maçons australiens que l'évasion de Rochefort avec cinq codétenus communards réussira.

##### Évasion

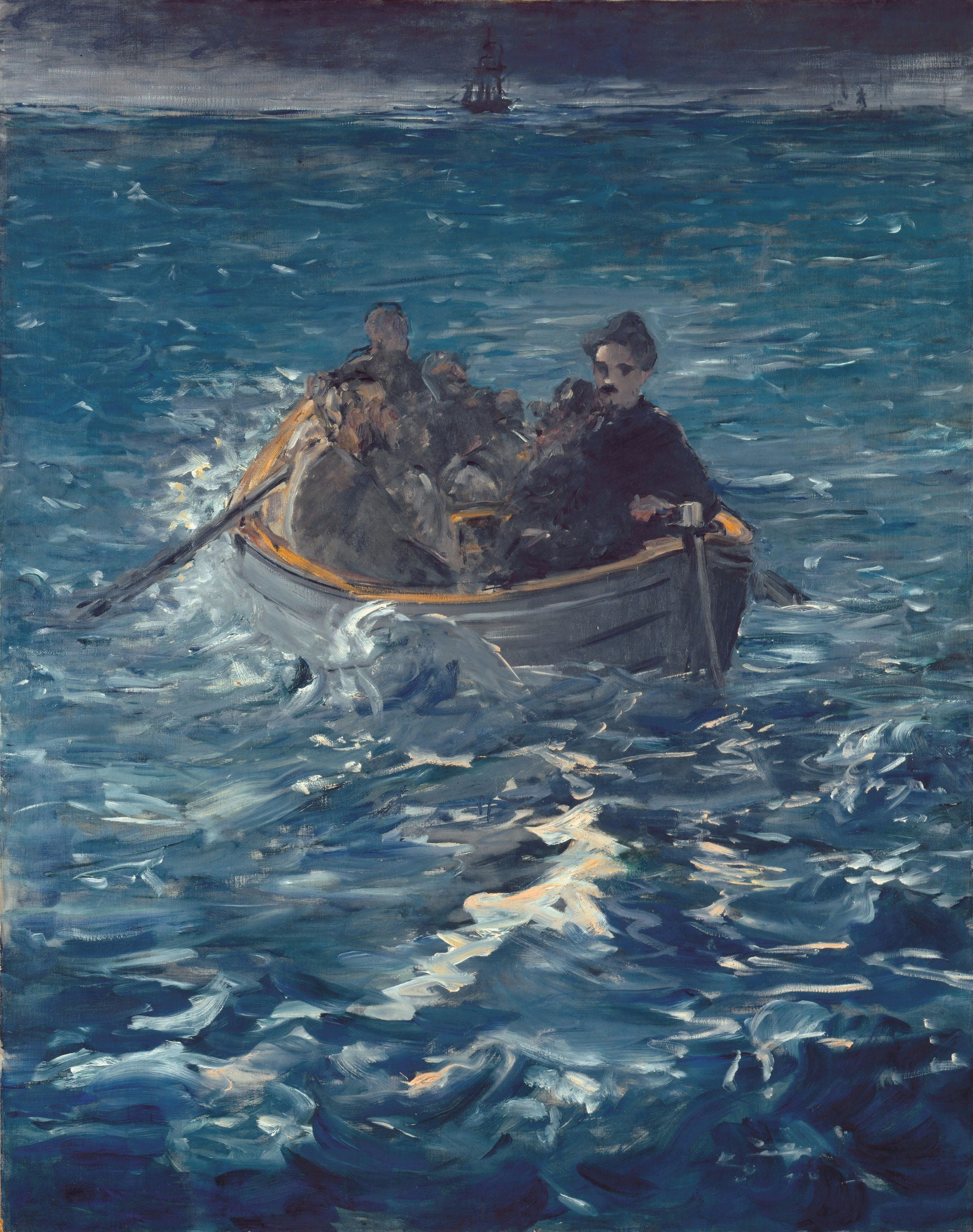
Édouard Manet, L'Évasion de Rochefort (1881), Kunsthaus de Zurich.

Le 19 mars 1874, à la nuit tombée, Rochefort, Grousset et Pain atteignent à la nage l'îlot Kuauri qui n'est pas surveillé. Les déportés libres Charles Bastien, Achille Ballière et François Jourde viennent les chercher à bord d'une barque pour rejoindre le PCE (« Peace, Comfort, Ease »), un navire britannique qui doit appareiller le lendemain pour Newcastle en Australie.
Malgré quelques difficultés, l'évasion réussit et les six évadés parviennent en Australie le 27 mars. Rochefort s'empresse de prévenir Edmond Adam qui lance une souscription destinée à payer les frais et à financer le retour des évadés en Europe. Rochefort partage alors assez inéquitablement la somme reçue. Les évadés se séparent. Olivier Pain et Rochefort choisissent de rejoindre le plus tôt possible le Royaume-Uni en passant par l'Amérique. Ils embarquent donc à bord du Cyphrénès dans lequel Jourde et Ballière ont aussi réussi à prendre place jusqu'aux îles Sandwich avec une escale aux Îles Fidji. Ils embarquent alors vers San Francisco d'où ils rejoignent New York. Rochefort, sollicité par le New York Herald pour rapporter le récit de la déportation, s'empresse d'accepter. Rochefort et Pain parviennent enfin à Londres le 18 juin 1874 où ils sont accueillis par les Communards exilés.
C’est l'une des rares évasions réussies de toute l'histoire du bagne de Nouvelle-Calédonie. Rochefort, recherché par la police, se réfugie ensuite à Genève, au plus près des frontières françaises.

### Retour triomphal et chute

#### L'Intransigeant
Il serait à l'origine de l'emploi du terme « opportuniste » pour désigner les députés, notamment Gambetta, qui attendent le « moment opportun » pour voter l'amnistie. Celle-ci étant enfin votée le 11 juillet 1880, il peut rentrer à Paris. Son arrivée donne lieu à un triomphe, presque à une émeute. Il reprend son activité de polémiste avec L'Intransigeant, qui paraît dès le 14 juillet grâce au soutien financier d'Eugène Mayer[réf. nécessaire]. Ce nouveau journal, situé à l'extrême gauche et se réclamant de la Commune de Paris, rencontre un succès populaire. Il soutient les candidatures socialistes aux élections, en particulier celles du Comité révolutionnaire central de tendance blanquiste.
Son absence aux funérailles d'Albert Joly (1844-1880) fournit l'occasion à ses adversaires d'accuser Rochefort d'ingratitude. On reparle alors des 25 000 F de la souscription que Rochefort n'a pas remboursés et qu'il aurait inéquitablement répartis entre les évadés. Des proches comme Paschal Grousset ou Henry Bauër contestent les rôles que Rochefort se donne dans la déportation, puis dans l'évasion, mais c'est l'engagement de Rochefort dans le boulangisme qui va sceller la rupture avec ses anciens amis.
Au décès du blanquiste Émile Eudes en août 1888, il devient le tuteur de ses quatre enfants.

#### Nationalisme: boulangiste et antidreyfusard

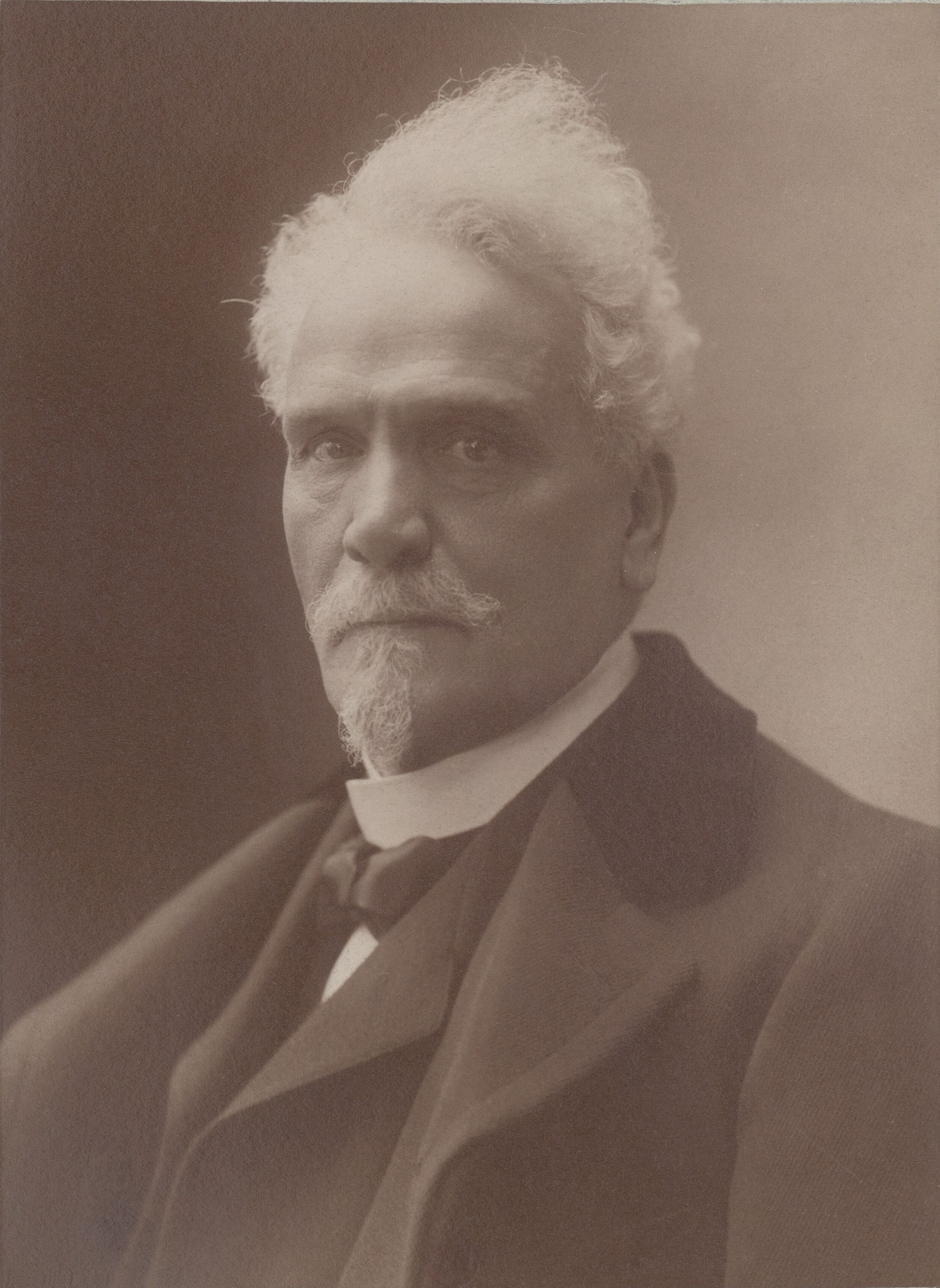
Nadar, Portrait d'Henri Rochefort (vers 1897).

Henri Rochefort adhère au boulangisme dès février 1887, après l'avoir vilipendé, il devient l'un des plus vifs partisans et exprime le courant anticapitaliste — notamment sur le mode de l'antisémitisme — tandis que Paul Déroulède en incarne l'aile droite et conservatrice. Il rejoint le Comité républicain de protestation nationale, puis entre au comité directeur de la Ligue des patriotes en 1888. Dans le même temps, il s'éloigne de plus en plus des autres radicaux et notamment Georges Clemenceau. Début 1888, lorsque Boulanger commence à mener le boulangisme électoral, il n'est pas mis dans les confidences d'alliances avec les royalistes et les bonapartistes, ni dans le fait que les élections de février et mars sont directement soutenue par Boulanger. Rochefort rejoint le Comité républicain national mais n'y joue aucun rôle. Il est ménagé par les autres boulangistes en raison de l'influence de son journal.
En 1889, il rejoint Georges Boulanger en Belgique où ce dernier s'est ainsi mis à l'abri d'une arrestation probable réclamée par la Chambre des députés. En août 1889, il est condamné pour la seconde fois à la déportation en enceinte fortifiée, avec Boulanger et Arthur Dillon, par la Haute Cour de justice et par contumace : tous trois sont reconnus coupables de complot et d'attentat contre le gouvernement,. Il se réfugie à Londres où il ne fait plus de politique à l'exception de ses éditoriaux. Il a une vie modeste mais grâce à son titre de noblesse, il a ses entrées dans les milieux aristocratiques. En 1894, il sort de sa réserve par « un très violent article contre une loi sur la presse qui autorisait la poursuite des rédacteurs en chef ». Amnistié, il rentre en France en février 1895,. Le triomphe qu'il reçoit à son retour est tel qu'il est parfois comparé à celui de Victor Hugo en 1870.
Lorsque éclate l'affaire Dreyfus, il laisse libre cours à son antisémitisme pour mener campagne avec les « anti ». Condamné pour diffamation à l'encontre du dreyfusard Joseph Reinach, il est condamné à cinq jours de prison qu'il purge du 20 au 25 février 1898 ; il rentre chez lui sous les acclamations de la foule. Dans le cadre de l'affaire, il se bat en duel contre Alfred Léon Gérault-Richard, affrontement dont il sort blessé. Il s'intègre au groupe de l'Action française naissante et se lie avec Charles Maurras et Maurice Pujo.

#### Isolement et mort

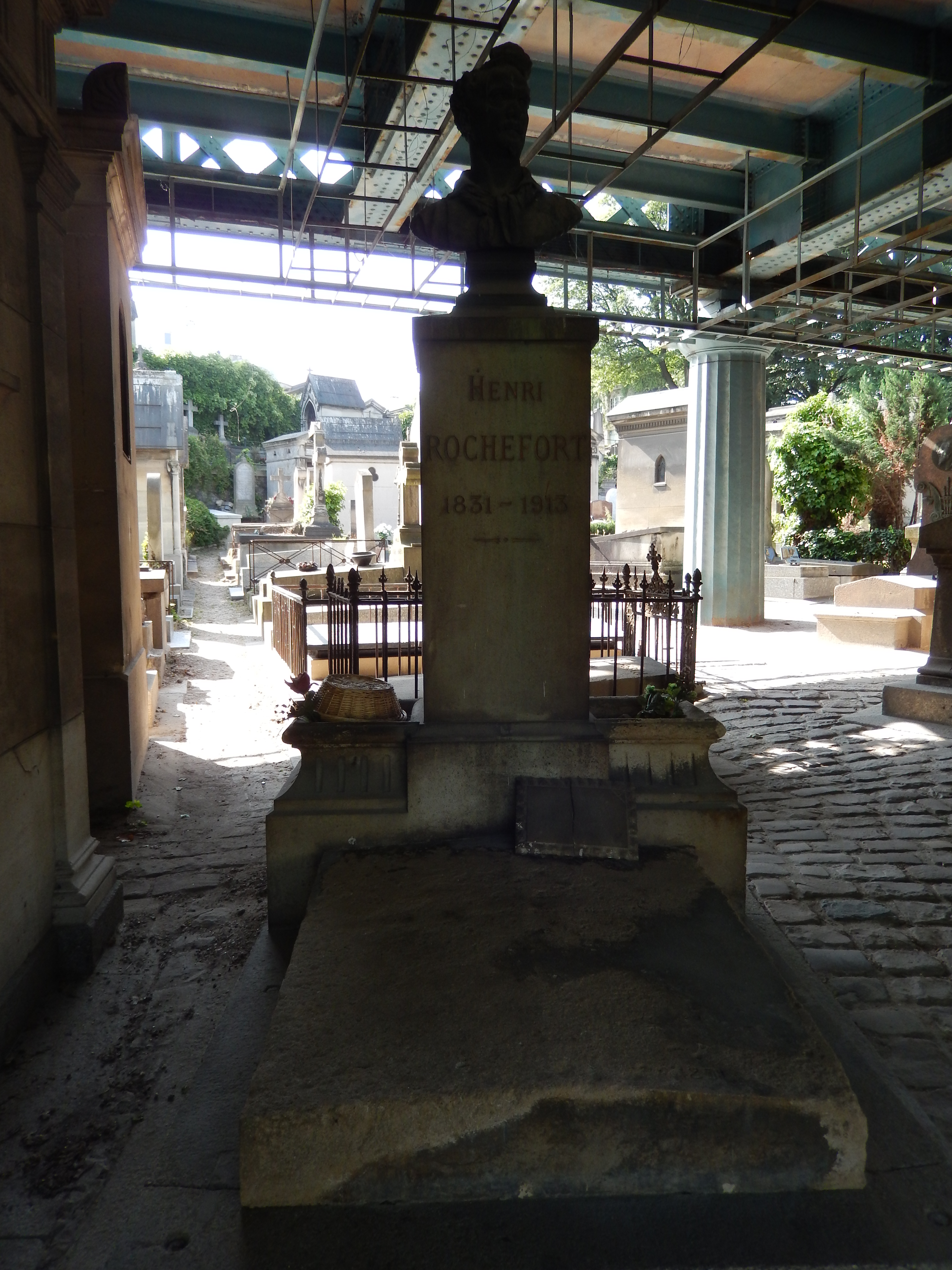
Tombe d'Henri Rochefort à Paris au cimetière de Montmartre, ornée de son buste par Frédéric Dufaux.

Déjà, sous l'affaire Dreyfus, sa popularité est largement entamée auprès des classes populaires mais conserve une aura formidable dans les milieux lettrés et intellectuels.
Le 11 juin 1898, il fonde avec Alfred Gabriel, le "Parti Républicain Socialiste Français", visant à réunir les anciens boulangistes, les blanquistes (un petit groupe du nom de Jeunesse Blanquiste gravite dans l'orbite du parti ainsi que le CCSR des blanquistes Ernest Granger et Ernest Roche) et plus globalement ceux se définissant comme des "socialistes-patriotes" ou "socialistes-nationalistes". Le parti prône le rejet de l'internationalisme, est antidreyfusard, critique à l'encontre de l'influence juive en France, et se prononce pour un socialisme spécifiquement français issu de la révolution de 1789 et opposé au marxisme vu comme une doctrine doublement étrangère, à la fois juive et allemande.
Il continue son activité de polémiste et mène des combats pour lesquels le goût de la formule l'entraîne souvent vers l'insulte. Son influence devient faible après 1900. Il est alors âgé de plus de 70 ans.
Il meurt à Aix-les-Bains le 1er juillet 1913 d’une crise d’urémie. Le 6 juillet, ses obsèques civiles se déroulent au cimetière Montmartre accompagnées d'une foule immense de Parisiens massés autour de la place Clichy et en présence de nombreuses personnalités, Maurice Barrès, Paul Déroulède, Édouard Drumont ou Georges Hugo. Émile Massard, conseiller municipal de Paris, prend la parole au nom du journal La Patrie. Robert de Flers, président de la Société des auteurs, compositeurs et éditeurs de musique, énumère ses différents ouvrages, et Jean-Marie Destrem, au nom de l'Association des journalistes républicains, prononce quelques mots. Robert Poirier de Narçay, ancien président du Conseil général de la Seine, parle au nom des Républicains socialistes français, Ernest Roche, député de Paris, au nom des amis politiques proches du boulangisme. Charles Bernard, ancien député de Bordeaux, rappelle son mot célèbre avant sa condamnation à la déportation : « Ce n'est pas cela qui nous rendra l'Alsace et la Lorraine ! » Enfin, Gérasime Cangellaris, au nom du peuple grec, et Fernando Tarrida del Mármol, au nom des républicains espagnols, et Archag Tchobanian, au nom des Arméniens, lui rendent tour à tour hommage.

## Œuvres

### Romans et ouvrages divers

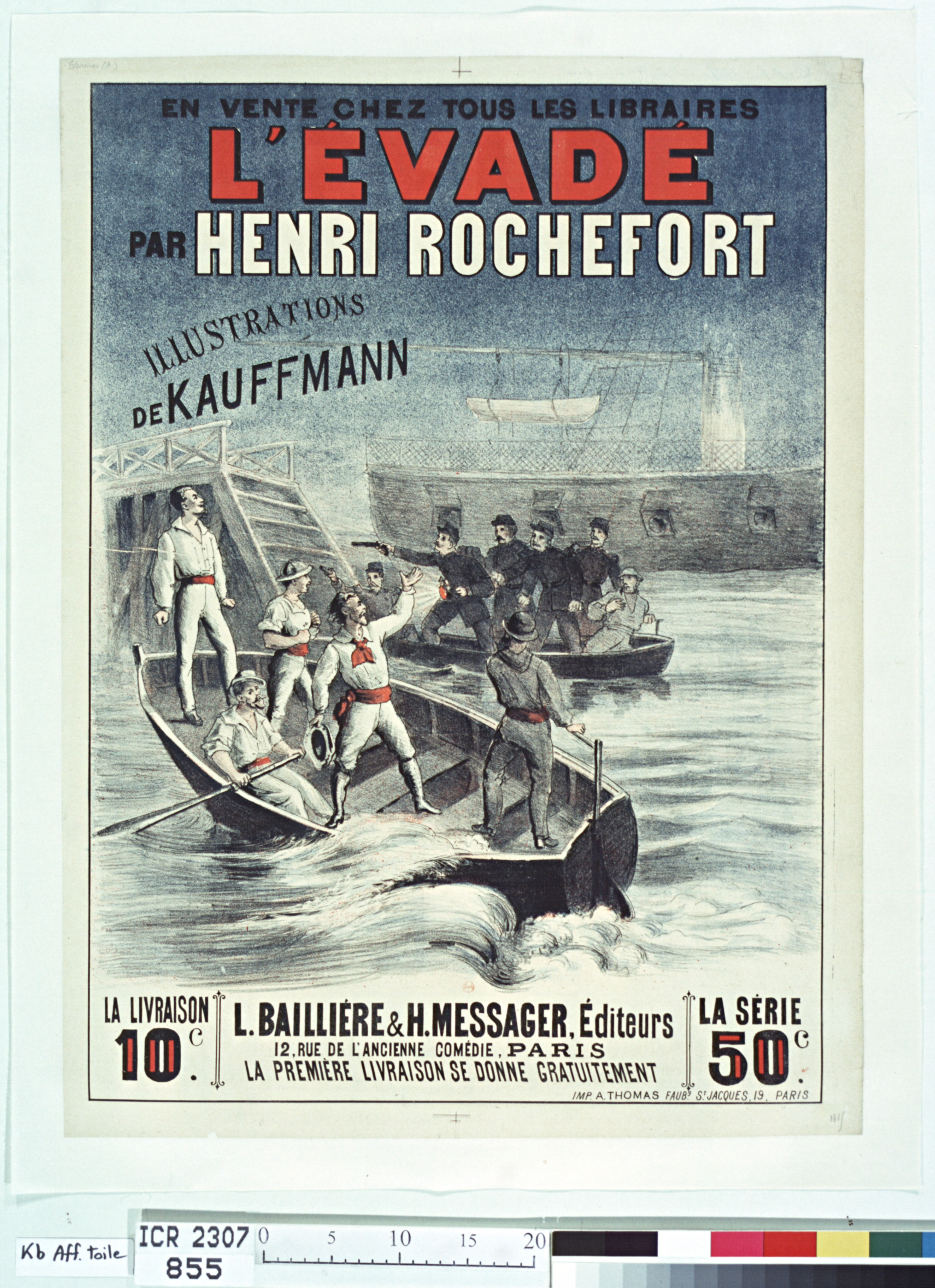
Affiche publicitaire pour L'Évadé par Kauffmann (1888).

- Les Petits Mystères de l'Hôtel des ventes en 1862.
- La Marquise de Courcelles en 1859, roman publié sous le nom d'Eugène de Mirecourt[34].
- L’Aurore boréale, roman de mœurs contemporaines, Martinon, s.d. [1872].
- L'Évadé, roman canaque en 1880. Réédition : L'Évadé : roman canaque, Édition Viviane Hamy, 1993  (ISBN 2-87858-043-5).
- Les Dépravés en 1882 (éditions Rouff).
- La Mal’aria. Étude sociale Paris Librairie Moderne 1887 in-12 (18x12cm) de 2ff.(faux-titre et titre) - 318 pages et 1ff.(imprimeur).
- Les Aventures de ma vie en 1896. Réédition : Les Aventures de ma vie, Mercure de France, 2005 (Le temps retrouvé)  (ISBN 2-7152-2516-4).

### Recueils d'articles parus dansLe Soleil,Le FigaroouLa Lanterne
- Les Français de la décadence en 1866.
- La Grande Bohême en 1867.
- Les Signes du temps en 1868.
- La Lanterne en 1870, réimpression des 64 numéros publiés à l'étranger. Réédition : La Lanterne, présentation et notes de Roger Bellet, Paris, Éditions Jean-Jacques Pauvert, 1966.
- Napoléon dernier en 1880.

### Théâtre
Le critique de théâtre sans complaisance ne craignit pas de faire jouer un assez grand nombre de ses propres pièces de théâtre, pour la plupart écrites en collaboration, principalement entre 1860 et 1866. Quelques-unes d'entre elles :
- Je suis mon fils, comédie-vaudeville en un acte avec Charles Varin, théâtre du Palais-Royal le 4 février 1860.
- Le Petit Cousin, opérette en un acte avec Charles Deulin, Bouffes-Parisiens en 1860.
- Les Roueries d'une ingénue, vaudeville en 3 actes, théâtre du Vaudeville en 1861.
- Une martingale, vaudeville en 1 acte avec Clairville et Cham, théâtre des Variétés le 6 avril 1862.
- Un premier avril, opérette en 1 acte avec Adrien Marx, Bouffes-Parisiens.
- Un homme du Sud, à-propos burlesque, mêlé de couplets en 1 acte avec Albert Wolff, théâtre du Palais-Royal le 31 août 1862.
- Les Bienfaits de Champavert, comédie-vaudeville en 1 acte avec Clément Caraguel, théâtre des Délassements-Comiques le 30 mai 1862.
- Nos petites faiblesses, vaudeville en 2 actes avec Clairville et Octave Gastineau, théâtre des Variétés le 18 novembre 1862.
- Les Secrets du Grand Albert, comédie en 2 actes, mêlée de couplets avec Eugène Grangé, théâtre des Variétés le 31 janvier 1863.
- La Vieillesse de Brindidi, pièce en 1 acte avec Choler, théâtre des Variétés en 1864.
- Sauvé, mon Dieu !, vaudeville en 1 acte avec Pierre Véron, théâtre du Vaudeville en 1865.
- La Foire aux grotesques, pièce en 2 actes avec Pierre Véron, théâtre du Palais-Royal en 1866.
- La Confession d'un enfant du siècle, comédie en 1 acte, théâtre du Vaudeville en 1866.

### Archives
Les papiers personnels d'Henri Rochefort sont conservés à Paris aux Archives nationales.

## Iconographie
Henri Rochefort a fait l'objet d'un grand nombre de portraits et de caricatures.
En peinture, son portrait a été peint par Gustave Courbet en 1874 (musée du château de Versailles) et par Édouard Manet en 1881 (Kunsthalle de Hambourg). Ce dernier fit deux tableaux représentant sa fuite, avec cinq autres communards, en barque (baleinière) de la Nouvelle-Calédonie en 1873. L'un est une huile sur toile datant de 1881 et conservée à Paris au musée d'Orsay, et l'autre date de 1880-1881 (Kunsthaus de Zurich). Manet rencontra Rochefort en décembre 1880 après avoir lu le récit de son évasion. Il fit venir une baleinière dans son atelier pour des besoins de réalisme. Le peintre italien Giovanni Boldini a réalisé son portrait vers 1880, lequel est aussi conservé au musée d'Orsay, le peintre Paul César Helleu a également fait son portrait en 1889, lorsque Rochefort était exilé à Londres.
En sculpture, son buste a été modelé par Auguste Rodin entre 1884 et 1890 et par Jules Dalou en 1888.
Il a été photographié, entre autres, par Nadar, Eugène Disdéri et Dornac.
Eugène Carrière a portraituré Rochefort dans une lithographie de 1896.

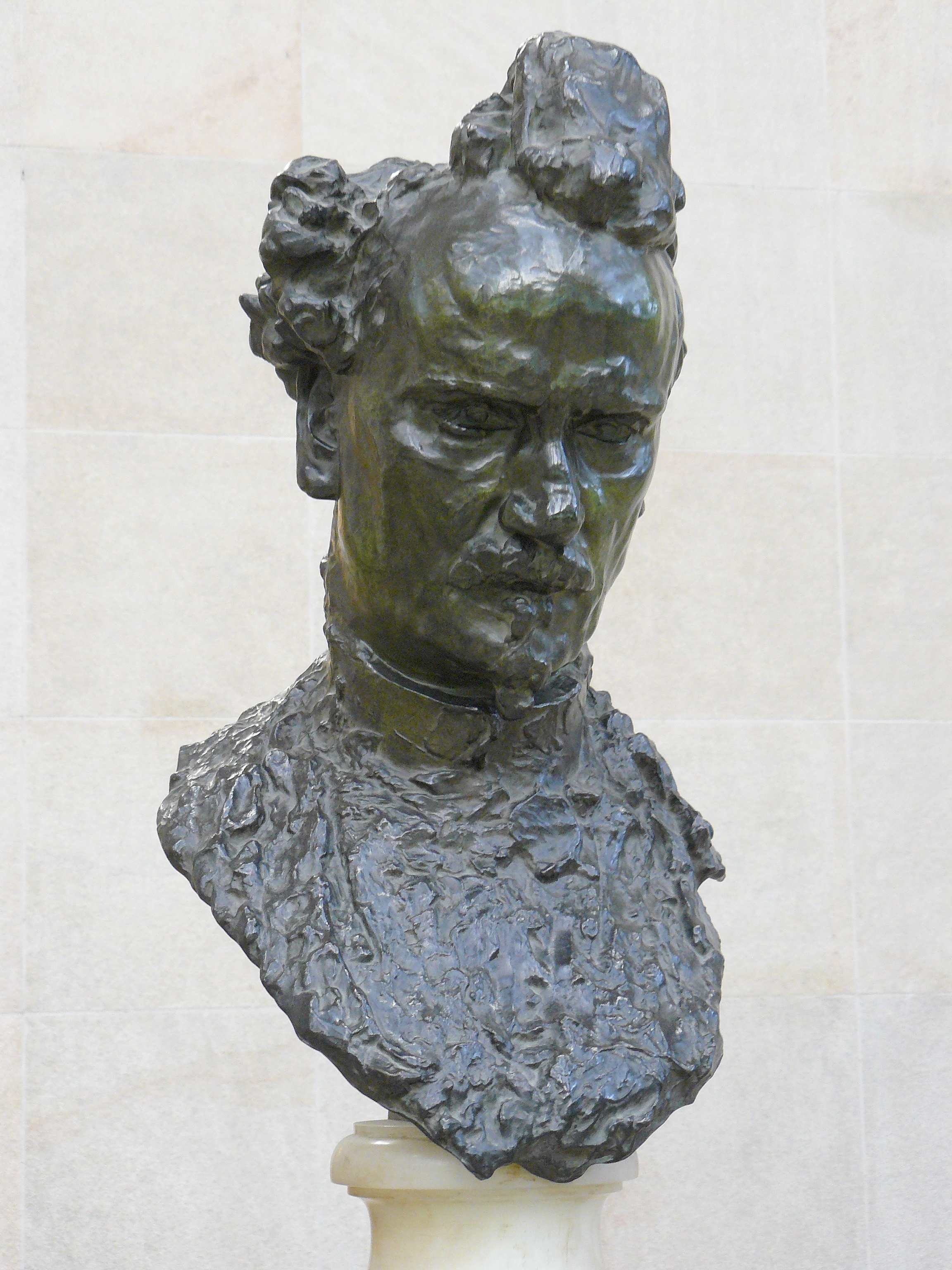
Auguste Rodin, Buste d'Henri Rochefort (entre 1884 et 1890), Paris, musée d'Orsay.
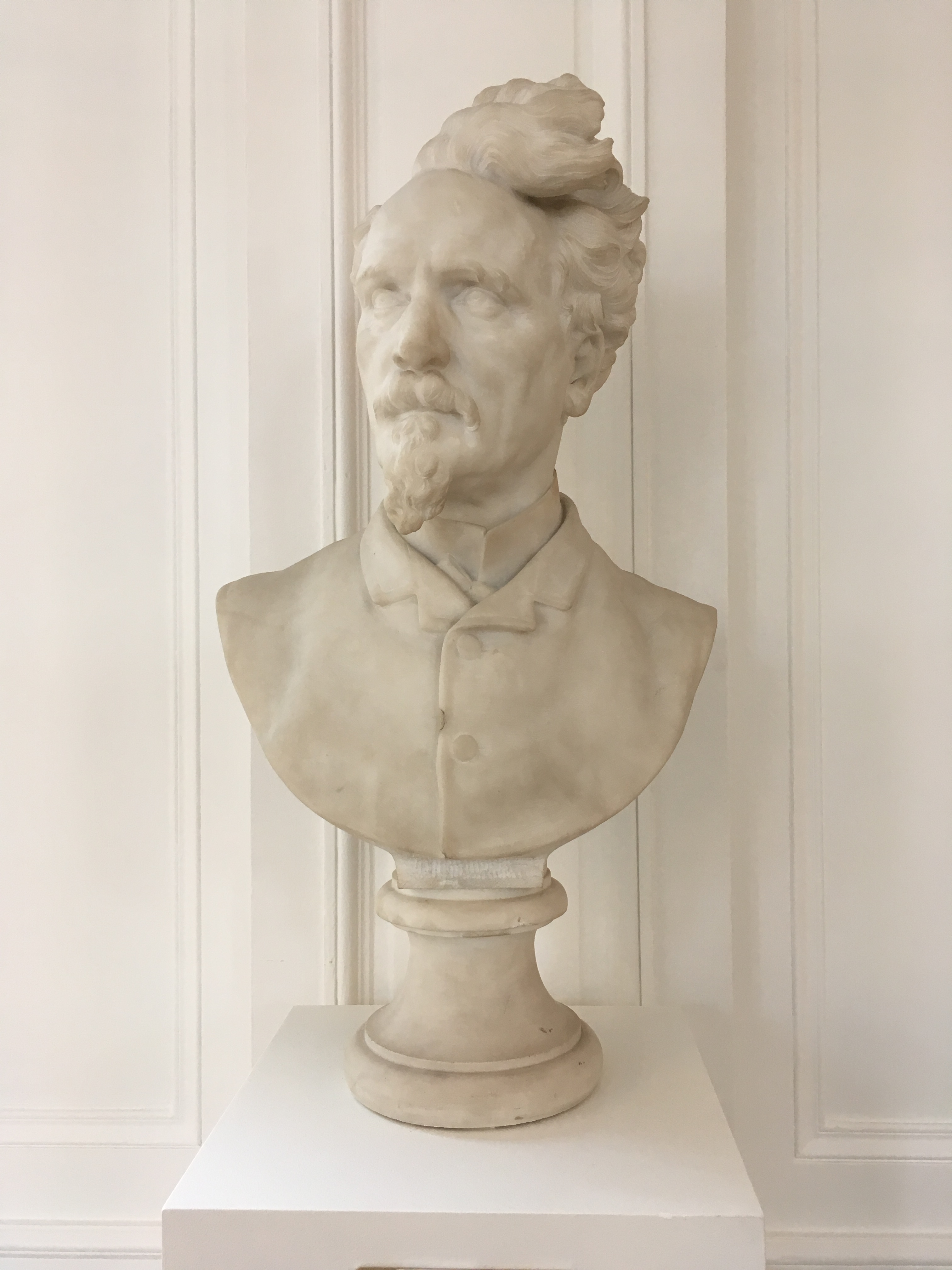
Jules Dalou, Henri Rochefort (vers 1890), Paris, musée d'Orsay[42].
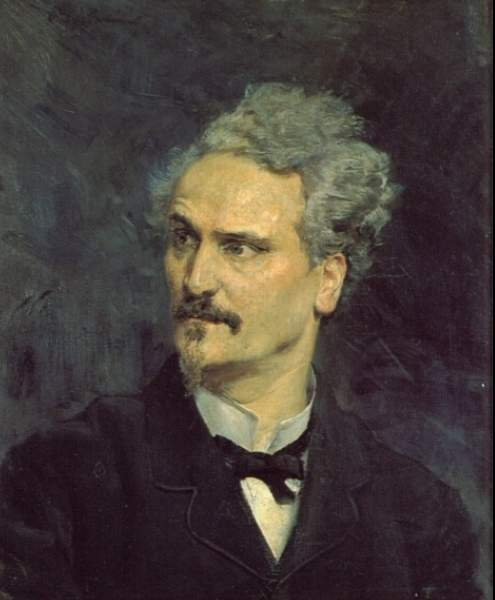
Son portrait par Giovanni Boldini, 1880, Paris, musée d'Orsay.

#### Notices
- Pierre Larousse, Grand Dictionnaire universel du XIXe siècle.
- Jean Maitron (dir.), Dictionnaire biographique du mouvement ouvrier français, tome IX.
- Bertrand Joly, Dictionnaire biographique et géographique du nationalisme français, 1880-1900 : boulangisme, ligue des patriotes, mouvements antidreyfusards, comité antisémites, Paris, Honoré Champion, coll. « Dictionnaires & références » (no 2), 1998, 687 p. (ISBN 2-85203-786-6, présentation en ligne), [présentation en ligne]. Réédition : Bertrand Joly, Dictionnaire biographique et géographique du nationalisme français, 1880-1900, Paris, Honoré Champion, coll. « Champion classiques. Références et dictionnaires » (no 2), 2005, 687 p. (ISBN 2-7453-1241-3).